# José Gabriel Amérigo Morales
José Gabriel Amérigo Morales (Alacant, 19 de març de 1807- 30 d'agost de 1884) fou un comerciant i polític alacantí, alcalde d'Alacant durant el segle xix.
Personatge emprenedor, va participar en tota mena de negocis. Va marxar als Estats Units, on es va fer ric, i després de viure cinc anys a Cuba es va instal·lar a València, on fou cònsol de Veneçuela. El 1847 es va instal·lar definitivament a Alacant, on va comerciar amb vins, alcohols i conserves, va adquirir terres agrícoles a l'Horta d'Alacant, Villena i Xixona i terres urbanes a Alacant aprofitant la desamortització de Pascual Madoz. El 1851 fou escollit regidor de l'ajuntament d'Alacant, el 1853 formà part de la junta de govern de la Companyia per la Construcció del ferrocarril Alacant-Almansa i en 1854 fou capità de la Milícia Nacional. El 1855 formà part del Gremi de Comerciants Capitalistes i el 1856, després del triomf de Leopoldo O'Donnell, fou nomenat alcalde d'Alacant. Després fou director de la sucursal alacantina del Banc d'Espanya (1858-1862), que era instal·lada a un edifici de la seva propietat, va fer negocis d'explotació de pous artesians amb Juan Leach Giró i amb José de Salamanca y Mayol va fundar una societat el 1872 per proveir d'aigua la ciutat. A més, el 1873 va fundar el Centro Hispano-Ultramarino, per tal de lluitar contra l'abolició de l'esclavitud a Cuba i Puerto Rico.
Tot i que el 1873 fou capità dels Voluntaris de la República, quan es va produir la restauració borbònica es va afiliar al Partit Conservador i fou breument alcalde novament entre 1874 i 1875. Després va impulsar el Teatre Principal (1876) i fou membre fundador de la Caixa d'Estalvis d'Alacant.